# Un passé encombrant
Un passé encombrant est le douzième album de la série Gil Saint-André, écrit par Jean-Charles Kraehn et dessiné par Chrys Millien, publié le 3 janvier 2018 aux éditions Glénat.

## Synopsis
Gil Saint-André gère à présent les affaires de sa petite amie, Diane, et devient PDG de la société GRH. Invité par une prétendue journaliste dans une chambre d'un hôtel parisien pour une interview, il échappe à une tentative de chantage, la journaliste lui proposant une partie à trois avec une amie qui aurait été filmée à travers une glace sans tain. Le commanditaire de ce piège est un certain Philippe de Pontestan, un nom évocateur pour Diane puisqu'il s'agit de l'un de ses camarades de promotion et accessoirement un amour de jeunesse. Le passé sulfureux de Gil resurgit également lorsqu'un ami d'enfance, Hubert Darman, ancien skinhead reconverti dans la politique, lui demande une aide financière pour la campagne du parti d'extrême droite auquel il appartient.

## Historique
Changement de dessinateur et changement de format pour ce nouvel opus des aventures de Gil Saint-André. 
Jean-Charles Kraehn, après avoir repris seul la série à partir du tome 9 après le départ de Sylvain Vallée, avait abandonné la série pendant cinq ans. Il la reprend avec le jeune dessinateur Chrys Millien, avec lequel il a déjà collaboré sur la série L'Aviateur en 2016 et 2017.
Les albums de la série augmentent leur pagination (54 au lieu de 44 ou 48) et  constitueront désormais des histoires indépendantes.

## Publication
- Édition originale : 54 planches, soit 56 pages, format 29 cm x 21 cm, Glénat, 2018 (DL 01/2018)  (ISBN 978-2-344-02281-8)[2],[3]
- Édition limitée : 56 planches, noir et blanc, couverture souple avec pelliculage mat, avec un ex-libris numéroté et signé, tirage limité à 85 exemplaires, 7 Editions, 2018 (DL 02/2018)[3]

## Accueil
- Pour Frédéric Rabe, de planetebd, « Le dessin de Chrys Millien reprend le style graphique réaliste de Kraehn, avec une ligne plus précise, épurée mais moins fluide. Les décors sont travaillés, mais laissent parfois entrevoir la pâte du numérique. Il semble donc que cet album soit un album transitoire dans lequel Gil Saint-André va certainement retourner à sa vie de l’avant PDG »[4].

- Pour Gilles Ratier, de bdzoom, « L’intrigue va nous tenir en haleine de bout en bout (comme d’habitude, la narration est impeccable, tant sur le plan du découpage que de l’écriture), d’autant plus que cette mécanique fort bien huilée met également en scène des personnages à la dimension vraiment humaine. »[5].